# Emmen (gmina)
Emmen – gmina w południowo-wschodniej części holenderskiej prowincji Drenthe, tuż przy granicy z Niemcami. Gmina ma powierzchnię 346,25 km², co czyni ją największą gminą Drenthe i czwartą po Súdwest-Fryslân, Noordoostpolder i Hollands Kroon co do wielkości w Holandii. Według spisu ludności z 2013 roku gminę zamieszkuje 108.132 osób, a gęstość zaludnienia wynosi 321 os./km². Obecnym burmistrzem gminy jest Cees Bijl.

## Miejscowości gminy
Wsie:
Barger-Compascuum, Emmen, Emmer-Compascuum, Erica, Klazienaveen, Nieuw-Amsterdam, Nieuw-Dordrecht, Nieuw-Schoonebeek, Nieuw-Weerdinge, Roswinkel, Schoonebeek, Veenoord, Weiteveen, Zwartemeer
Przysiółki:
Amsterdamscheveld, Barger-Erfscheidenveen, Barger-Oosterveen, Barger-Oosterveld, Emmer-Erfscheidenveen, Ermerveen, Foxel, Klazienaveen-Noord, Middendorp, Munsterscheveld, Noordbarge, Oosterse Bos, Oranjedorp, Weerdinge, Westenesch, Westerse Bos, Wilhelmsoord, Zandpol, Zuidbarge